# 东杨街道
东杨街道，是中华人民共和国河南省鹤壁市淇滨区下辖的一个乡镇级行政单位。

## 行政区划
东杨街道下辖以下地区：
飞龙社区、曹洼社区、申屯社区和周庄社区。